# 3-тя моторизована дивізія (Третій Рейх)
3-тя моторизована дивізія (Третій Рейх) (нім. 3. Infanterie-Division (mot.) — моторизована дивізія Вермахту за часів Другої світової війни.

## Історія
3-тя моторизована дивізія сформована 1 жовтня 1940 на основі 3-ї піхотної дивізії Вермахту. З 23 червня 1943 дивізія була переформована на 3-тю панцергренадерську дивізію.

## Райони бойових дій
- Німеччина (жовтень 1940 — червень 1941);
- СРСР (північний напрямок) (червень — грудень 1941);
- СРСР (центральний напрямок) (грудень 1941 — липень 1942);
- СРСР (південний напрямок) (липень — жовтень 1942);
- СРСР (Сталінград) (жовтень 1942 — січень 1943);
- Франція (березень — червень 1943).

## Командування

### Командири
- генерал-лейтенант Пауль Бадер (нім. Paul Bader) (1 жовтня 1940 — 25 травня 1941);
- генерал-лейтенант Курт Ян (нім. Curt Jahn) (25 травня 1941 — 1 квітня 1942);
- генерал-лейтенант Гельмут Шлемер (нім. Helmuth Schlömer) (1 квітня 1942 — 15 січня 1943);
- оберст Іобст фон Ганштайн (нім. Jobst Freiherr von Hanstein) (15 — 28 січня 1943).

## Нагороджені дивізії
Нагороджені дивізії
Нагороджені Сертифікатом Пошани Головнокомандувача Сухопутних військ для військових формувань Вермахту за збитий літак противника
- 16 травня 1942 — 2-га батарея 3-го моторизованого артилерійського полку за дії 31 жовтня 1941 (60).

|  | Кавалери Золотого Німецького Хреста                                                                        | 126 |
|  | Кавалери Срібного Німецького Хреста                                                                        | 4 |
|  | Кавалери Лицарського хреста Залізного хреста з Дубовим листям                                              | 3 (№ 161 генерал-майор Гельмут Шлемер — 23.12.1942 № 517 генерал-лейтенант Фріц Губерт Грезер — 26.06.1944 № 590 майор Рудольф Гайн — 21.09.1944) |
|  | Кавалери Лицарського хреста Залізного хреста                                                               | 31 |
|  | Кавалери Почесної відзнаки Сухопутних військ «Почесна застібка на орденську стрічку для Сухопутних військ» | 28 |
|  | Кавалери Лицарського хреста Залізного хреста, удостоєних Хреста Воєнних Заслуг з мечами                    | 1 |

- Нагороджені Сертифікатом Пошани Головнокомандувача Сухопутних військ (7)
- Нагороджені Сертифікатом Пошани Головнокомандувача Сухопутних військ за збитий літак противника (2)